# Michaëlla Krajicek
Michaëlla Krajicek (* 9. Januar 1989 in Delft) ist eine niederländische Tennisspielerin.

## Leben
Ihre Eltern sind Petr und Pavlina Krajicek.
Sie ist die Halbschwester des Wimbledonsiegers von 1996, Richard Krajicek, und war seit dem 25. Juli 2015 mit dem Tennisspieler Martin Emmrich verheiratet. Während der Topshelf Open 2014 in ’s-Hertogenbosch hatte dieser um ihre Hand angehalten. Krajicek gab am 19. Mai 2018 bekannt, dass die Ehe geschieden werde.

## Karriere
Im Alter von drei Jahren begann Krajicek mit dem Tennisspielen. Sie fühlt sich auf allen Belägen gleichermaßen wohl, ihr Lieblingsschlag ist der Aufschlag.
Krajicek gab zwölf Tage nach dem Abschied ihres Halbbruders Richard vom Profitennis am 1. Juli 2003 ihr Debüt beim Juniorenturnier von Wimbledon. In der ersten Runde besiegte sie die fast vier Jahre ältere Kristina Czafikova mit 6:4, 3:6, 6:1. Im Einzelwettbewerb drang sie bis in die dritte Runde vor. Im Doppel gelang ihr mit ihrer tschechischen Partnerin Kateřina Böhmová der Einzug ins Finale, in dem sie der Paarung Alissa Kleibanowa/Sania Mirza mit 6:2, 3:6, 2:6 unterlagen.
Ihren bislang größten Erfolg feierte Michaëlla Krajicek 2004 bei den US Open mit dem Titelgewinn bei den Juniorinnen. Am 12. September 2004 besiegte sie dort im Finale die US-Amerikanerin Jessica Kirkland klar mit 6:1, 6:1.
Sie entwickelte sich über die Jahre immer mehr zur Doppelspezialistin. Neben den sechs Turniersiegen im Doppel stehen auf der WTA Tour noch elf Finalteilnahmen zu Buche. 2014 stand sie bei den French Open erstmals im Halbfinale eines Grand-Slam-Turniers. Sie wiederholte das gute Ergebnis im Doppel 2015 bei den Australian Open.
Mitte Februar 2024 gab Krajicek ihr Comeback beim ITF-Turnier in Scharm asch-Schaich. Es war ihr erstes Turnier seit gut vier Jahren. 
Seit 2004 spielt sie für die niederländische Fed-Cup-Mannschaft. Ihre Bilanz weist 17 Siege bei 15 Niederlagen aus.

## Turniersiege

### Einzel
| Nr. | Datum              | Turnier          | Kategorie    | Belag             | Finalgegnerin         | Ergebnis        |
| --- | ------------------ | ---------------- | ------------ | ----------------- | --------------------- | --------------- |
| 1.  | Juli 2004          | Brüssel          | ITF $10.000  | Sand              | Elisa Villa           | 6:3, 6:0        |
| 2.  | August 2004        | Koksijde         | ITF $10.000  | Sand              | Gaëlle Widmer         | 6:4, 6:2        |
| 3.  | November 2004      | Stockholm        | ITF $10.000  | Hartplatz (Halle) | Anastasia Revzina     | 6:1, 6:2        |
| 4.  | Dezember 2004      | Bergamo          | ITF $50.000  | Teppich (Halle)   | Jekaterina Bytschkowa | 6:4, 6:3        |
| 5.  | Februar 2005       | Ortisei          | ITF $75.000  | Teppich (Halle)   | Sandra Klösel         | 6:3, 6:3        |
| 6.  | 9. Oktober 2005    | Taschkent        | WTA Tier IV  | Hartplatz         | Oqgul Omonmurodova    | 6:0, 4:6, 6:3   |
| 7.  | 13. Januar 2006    | Hobart           | WTA Tier IV  | Hartplatz         | Iveta Benešová        | 6:2, 6:1        |
| 8.  | 24. Juni 2006      | ’s-Hertogenbosch | WTA Tier III | Rasen             | Dinara Safina         | 6:3, 6:4        |
| 9.  | Juli 2009          | Boston           | ITF $50.000  | Hartplatz         | Rebecca Marino        | 6:3, 6:4        |
| 10. | Mai 2010           | Charlottesville  | ITF $50.000  | Sand              | Laura Siegemund       | 6:2, 6:4        |
| 11. | 21. April 2013     | Iraklio          | ITF $10.000  | Teppich           | Indy de Vroome        | 3:6, 6:2, 6:4   |
| 12. | 22. Februar 2014   | Kreuzlingen      | ITF $25.000  | Teppich (Halle)   | Timea Bacsinszky      | 6:4, 7:65       |
| 13. | 6. April 2014      | Dijon            | ITF $15.000  | Hartplatz (Halle) | Olga Doroschina       | 3:6, 7:5, 6:2   |
| 14. | 27. September 2015 | Albuquerque      | ITF $75.000  | Hartplatz         | Naomi Broady          | 6:72, 7:63, 7:5 |
| 15. | 4. Oktober 2015    | Las Vegas        | ITF $50.000  | Hartplatz         | Shelby Rogers         | 6:3, 6:1        |
| 16. | 31. Juli 2016      | Lexington        | ITF $10.000  | Hartplatz         | Arina Rodionova       | 6:0, 2:6, 6:2   |
| 17. | 24. Februar 2018   | Solarino         | ITF $15.000  | Teppich           | Monika Kilnarová      | 6:3, 6:2        |

### Doppel
| Nr. | Datum              | Turnier          | Kategorie         | Belag             | Partnerin          | Finalgegnerinnen                          | Ergebnis           |
| --- | ------------------ | ---------------- | ----------------- | ----------------- | ------------------ | ----------------------------------------- | ------------------ |
| 1.  | November 2004      | Stockholm        | ITF $10.000       | Hartplatz (Halle) | Jolanda Mens       | Sofia Avakova Irina Kuzmina-Rimša         | 6:2, 6:3           |
| 2.  | 10. April 2005     | Dinan            | ITF $75.000       | Sand (Halle)      | Ágnes Szávay       | Julija Bejhelsymer Sandra Klösel          | 7:5, 7:5           |
| 3.  | 23. Juli 2006      | Palermo          | WTA Tier IV       | Sand              | Janette Husárová   | Alice Canepa Giulia Gabba                 | 6:0, 6:0           |
| 4.  | 30. Juli 2006      | Budapest         | WTA Tier III      | Sand              | Janette Husárová   | Lucie Hradecká Renata Voráčová            | 4:6, 6:4, 6:4      |
| 5.  | 21. Juni 2008      | ’s-Hertogenbosch | WTA Tier III      | Rasen             | Marina Eraković    | Līga Dekmeijere Angelique Kerber          | 6:3, 6:2           |
| 6.  | 10. April 2009     | Torhout          | ITF $100.000+H    | Hartplatz (Halle) | Yanina Wickmayer   | Julia Görges Sandra Klemenschits          | 6:4, 6:0           |
| 7.  | 21. November 2009  | Bratislava       | ITF $50.000       | Hartplatz (Halle) | Sofia Arvidsson    | Arina Rodionowa Tazzjana Putschak         | 6:3, 6:4           |
| 8.  | 21. Februar 2010   | Memphis          | WTA International | Hartplatz (Halle) | Vania King         | Bethanie Mattek-Sands Meghann Shaughnessy | 7:5, 6:2           |
| 9.  | Oktober 2010       | Barnstaple       | ITF $75.000       | Hartplatz (Halle) | Andrea Hlaváčková  | Sandra Klemenschits Tatjana Malek         | 7:64, 6:2          |
| 10. | 14. Mai 2011       | Prag             | ITF $100.000      | Sand              | Petra Cetkovská    | Lindsay Lee-Waters Megan Moulton-Levy     | 6:2, 6:1           |
| 11. | Juli 2011          | Olmütz           | ITF $50.000       | Sand              | Renata Voráčová    | Julija Bejhelsymer Elena Bogdan           | 7:5, 6:4           |
| 12. | 19. April 2013     | Iraklio          | ITF $10.000       | Teppich           | Indy de Vroome     | Rosalie van der Hoek Yuka Mori            | 6:0, 5:7, [10:8]   |
| 13. | 10. August 2013    | Suzhou           | WTA Challenger 1  | Hartplatz         | Tímea Babos        | Han Xinyun Eri Hozumi                     | 6:2, 6:2           |
| 14. | 27. September 2013 | Clermont-Ferrand | ITF $25.000       | Hartplatz (Halle) | Marta Domachowska  | Margarita Betowa Aljona Sotnykowa         | 5:7, 6:4, [10:8]   |
| 15. | 27. Oktober 2013   | Poitiers         | ITF $100.000      | Hartplatz (Halle) | Lucie Hradecká     | Christina McHale Monica Niculescu         | 7:65, 6:2          |
| 16. | 3. November 2013   | Nantes           | ITF $50.000+H     | Hartplatz (Halle) | Lucie Hradecká     | Stéphanie Foretz-Gacon Eva Hrdinová       | 6:3, 6:2           |
| 17. | 20. Februar 2014   | Kreuzlingen      | ITF $25.000       | Teppich (Halle)   | Eva Birnerová      | Aleksandra Krunić Amra Sadikovic          | 6:1, 4:6, [10:6]   |
| 18. | 16. Mai 2014       | Prag             | ITF $100.000+H    | Sand              | Lucie Hradecká     | Andrea Hlaváčková Lucie Šafářová          | 6.3, 6:2           |
| 19. | 24. Mai 2014       | Nürnberg         | WTA International | Sand              | Karolína Plíšková  | Raluca Olaru Shahar Peer                  | 6:0, 4:6, [10:6]   |
| 20. | 19. Juli 2014      | Carson           | ITF $50.000       | Hartplatz         | Olivia Rogowska    | Samantha Crawford Sachia Vickery          | 7:64, 6:1          |
| 21. | 24. September 2016 | Albuquerque      | ITF $50.000       | Hartplatz         | Maria Sanchez      | Elise Mertens Mandy Minella               | 6:2, 6:4           |
| 22. | 2. Oktober 2016    | Las Vegas        | ITF $50.000       | Hartplatz         | Maria Sanchez      | Jamie Loeb Chanel Simmonds                | 7:5, 6:1           |
| 23. | 30. Oktober 2016   | Macon            | ITF $50.000       | Hartplatz         | Vereinigte Staaten | Sabrina Santamaria Keri Wong              | 3:6, 6:2, [10:6]   |
| 24. | 5. November 2016   | Toronto          | ITF $50.000       | Hartplatz (Halle) | Gabriela Dabrowski | Ashley Weinhold Caitlin Whoriskey         | 6:4, 6:3           |
| 25. | 13. November 2016  | Waco             | ITF $50.000       | Hartplatz         | Vereinigte Staaten | Mihaela Buzărnescu Renata Zarazúa         | kampflos           |
| 26. | 10. Februar 2018   | Loughborough     | ITF $25.000       | Hartplatz (Halle) | Bibiane Schoofs    | Tara Moore Conny Perrin                   | 6:75, 6:1, [10:6]  |
| 27. | 14. Oktober 2018   | Óbidos           | ITF $25.000       | Teppich           | Ingrid Neel        | Cristina Bucșa Diāna Marcinkēviča         | 6:2, 6:2           |
| 28. | 5. Januar 2019     | Hongkong         | ITF W25           | Hartplatz         | Barbora Štefková   | Chen Pei-hsuan Wu Fang-hsien              | 6:4, 6:73, [12:10] |
| 29. | 29. Juni 2024      | Alkmaar          | ITF W15           | Sand              | Sarah van Emst     | Valentina Ivanov Rebecca Munk Mortensen   | 6:4, 6:4           |
| 30. | 6. Juli 2024       | Amstelveen       | ITF W35           | Sand              | Eva Vedder         | Wiktorija Kan Jekaterina Makarowa         | kampflos           |

## Abschneiden bei Grand-Slam-Turnieren

### Einzel
| Turnier         | 2005 | 2006 | 2007 | 2008 | 2009 | 2010 | 2011 | 2012 | 2013 | 2014 | 2015 | 2016 | 2017 | Karriere |
| --------------- | ---- | ---- | ---- | ---- | ---- | ---- | ---- | ---- | ---- | ---- | ---- | ---- | ---- | -------- |
| Australian Open | 2    | 3    | 1    | 1    | —    | Q3   | Q1   | —    | —    | —    | —    | —    | Q2   | 3        |
| French Open     | 1    | 1    | 3    | 1    | Q1   | Q3   | Q2   | 1    | —    | —    | —    | Q1   | —    | 3        |
| Wimbledon       | —    | 1    | VF   | —    | —    | Q3   | Q1   | —    | 1    | —    | —    | Q1   | —    | VF       |
| US Open         | —    | 1    | 2    | —    | —    | Q1   | 2    | 1    | —    | Q2   | —    | Q1   | —    | 2        |

Zeichenerklärung: S = Turniersieg; F, HF, VF, AF = Einzug ins Finale / Halbfinale / Viertelfinale / Achtelfinale; 1, 2, 3 = Ausscheiden in der 1. / 2. / 3. Hauptrunde; Q1, Q2, Q3 = Ausscheiden in der 1. / 2. / 3. Runde der Qualifikation; n. a. = nicht ausgetragen

### Doppel
| Turnier         | 2006 | 2007 | 2008 | 2009 | 2010 | 2011 | 2012 | 2013 | 2014 | 2015 | 2016 | 2017 | 2018 | Karriere |
| --------------- | ---- | ---- | ---- | ---- | ---- | ---- | ---- | ---- | ---- | ---- | ---- | ---- | ---- | -------- |
| Australian Open | AF   | 2    | 1    | —    | 1    | 2    | 1    | —    | AF   | HF   | —    | 2    | 2    | HF       |
| French Open     | 1    | AF   | 1    | —    | 2    | AF   | —    | —    | HF   | VF   | 2    | —    | —    | HF       |
| Wimbledon       | —    | AF   | —    | —    | 1    | 1    | —    | —    | 2    | AF   | AF   | —    | —    | AF       |
| US Open         | 2    | 2    | —    | —    | 1    | 1    | 1    | —    | AF   | AF   | 2    | —    | 1    | AF       |